# Last 2 Walk
Last 2 Walk – dziewiąty studyjny album amerykańskiego kolektywu hip-hopowego Three 6 Mafia. Został wydany 24 czerwca 2008 roku. Album sprzedał się w ilości ponad 300 000 egzemplarzy.

## Lista utworów
| Nr | Tytuł                                | Producent(ci)                     | Goście                                              | Czas | Sample                              |
| 1  | "Intro"                              | DJ Paul, Juicy J                  |                                                     | 1:07 |                                     |
| 2  | "I Told 'Em"                         | DJ Paul, Juicy J                  |                                                     | 3:21 |                                     |
| 3  | "Trap Boom"                          | DJ Paul, Juicy J                  | Project Pat                                         | 3:08 |                                     |
| 4  | "Playstation"                        | DJ Paul, Juicy J                  |                                                     | 4:04 |                                     |
| 5  | "I Got"                              | DJ Paul, Juicy J                  | Pimp C                                              | 3:47 | "Kernkraft 400" - Zombie Nation     |
| 6  | "I'd Rather"                         | DJ Montay, DJ Paul, Juicy J       | Unk                                                 | 4:47 |                                     |
| 7  | "That's Right"                       | Akon, Giorgio Tuinfort            | Akon                                                | 2:56 |                                     |
| 8  | "Corner Man"                         | DJ Paul, Juicy J                  |                                                     | 3:07 |                                     |
| 9  | "Weed, Blow, Pills"                  | DJ Paul, Juicy J                  |                                                     | 3:29 |                                     |
| 10 | "DXS Talk (Skit)"                    | DJ Paul, Juicy J                  |                                                     | 0:44 |                                     |
| 11 | "Hood Star"                          | DJ Paul, Juicy J, Lyfe Jennings   | Lyfe Jennings                                       | 3:09 | "Color Her Sunshine" - Willie Hutch |
| 12 | "Get Ya Rob"                         | DJ Paul, Juicy J                  | Project Pat                                         | 3:46 |                                     |
| 13 | "On Sum Chrome"                      | DJ Paul, Juicy J, UGK             | UGK                                                 | 4:13 | "Pocket Full of Stones" - UGK       |
| 14 | "Rollin"                             | DJ Paul, Juicy J                  | Lil Wyte                                            | 3:37 |                                     |
| 15 | "Click Bang"                         | DJ Paul, Juicy J                  |                                                     | 3:36 |                                     |
| 16 | "My Own Way"                         | Dead Executives                   | Good Charlotte                                      | 3:31 |                                     |
| 17 | "Dirty Bitch"                        | DJ Paul, Juicy J                  | Project Pat                                         | 3:26 |                                     |
| 18 | "First 48"                           | DJ Spanish Fly, DJ Paul, Juicy J  | Project Pat, Al Kapone, DJ Spanish Fly, 8Ball & MJG | 4:34 |                                     |
| 19 | "Outro"                              | DJ Paul, Juicy J                  |                                                     | 3:17 |                                     |
| 20 | "Lolli Lolli (Pop That Body) (Intro) | DJ Paul, Juicy J                  |                                                     | 0:16 |                                     |
| 21 | "Lolli Lolli (Pop That Body)"        | DJ Paul, Juicy J, SuperPower      | Project Pat, Yung D, Superpower                     | 4:12 |                                     |
| 22 | "My Own Way (Remix)"                 | DJ Paul, Juicy J, Dead Executives | Joel Madden & Benji Madden z Good Charlotte         | 3:34 |                                     |

Dodatkowe utwory
| # | Tytuł                                  | Producent(ci) | Goście      | Czas | Sample |
| 1 | "Bunch of Dat (iTunes Bonus Track)"    |               |             | 3:01 |        |
| 2 | "Built Like Dat (iTunes Bonus Track)"  |               | Project Pat | 4:10 |        |
| 3 | "Sell Dope (Circuit City Bonus Track)" |               |             | 2:57 |        |

## Notowania
| Chart (2008)                          | Pozycja |
| ------------------------------------- | ------- |
| U.S. Billboard 200                    | 5       |
| U.S. Billboard Top R&B/Hip-Hop Albums | 2       |
| U.S. Billboard Top Rap Albums         | 2       |